# Кувацу, Мария
Мария Кувацу (греч. Μαρία Κουβάτσου; род. 2 ноября 1979, Афины) — греческая шахматистка, гроссмейстер среди женщин (1993).

## Биография
Многократная победительница чемпионатов Греции среди девушек в разных возрастных группах: U16 (1992, 1994), U20 (1995, 1996, 1999). С 1993 по 1999 год представляла Грецию на юношеских чемпионатах Европы по шахматам и юношеских чемпионатов мира по шахматам. В 1999 году в Ереване победила на чемпионате мира среди девушек в возрастной группе U20.
Успешно участвовала в женских чемпионатах Греции по шахматам, в которых завоевала золотую (2000) и две серебряные (1998, 2002) медали.
В 2001 году в чемпионате мира по шахматам среди женщин в Москве проиграла в первом туре Наташе Бойкович.
Представляла Грецию на четырех шахматных олимпиадах (1998—2002, 2016) и двух командных чемпионатах Европы по шахматам (2001, 2015).
По профессии стоматолог и до 2009 года работала в Афинах зубным хирургом. В 2012 году перешла на работу в министерство иностранных дел Греции и некоторое время работала в посольстве Греции в Пекине.

## Изменения рейтинга
| График не отображается по техническим причинам. Чтобы исправить это, воспроизведите график в новом формате, если это возможно. |